# Нуриджанян, Сос Бениаминович
Сос Бениами́нович Нуриджаня́н (1920, Вачаган, Зангезурский уезд — 1968, Ереван) — участник Обороны Брестской крепости.

## Образование
Родился в 1920 года в селе Вачаган Капанского района в семье Бениамина Мартиросовича и Арпеник Агабековны Нуриджанянов (Арпеник сестра арменоведа-востоковеда Карапета Мелик-Оганджаняна). Окончил среднюю школу № 1 в Капане.

## Участие в годы Отечественной войны
Холодной зимой, в декабре 1939 года, более 300 капанцев были призваны в Красную Армию, из которых 100 служили в гарнизоне Брестской крепости. Среди них Сос Нуриджанян, заместитель командира 1-го взвода 5-й роты 84-го стрелкового полка. В ночь на 22 июня 1941 года Сос дежурил. Внезапно раздались два громких взрыва. Сос объявил тревогу и поднял батальон. Противник ворвался в цитадель и двигался к казармам. Солдаты, охранявшие форт, бросились в рукопашную. Противник был отброшен, оставив много жертв.
Не знаю, сколько длился бой, во время боя теряется чувство времени. Главное, что была достигнута первая победа. Каждый из нас тут же, со стены далёкого Брестского замка 22 июня 1941 г. видел прославленного победами в Западной Европе фашистского солдата.
— пишет Сос Нуриджанян в своей книге «Окровавленный рассвет» (арм. «Արյունով ներկված լուսաբացը»).
 Во время второй атаки взвод Соса Нуриджанана, взяв противника под перекрестный огонь, заставил его бежать с большими потерями. В течение 28 дней небольшой гарнизон героически отражал ожесточённые атаки гитлеровской 45-й пехотной дивизии и 27-го артиллерийского полка. Во время одной из таких атак Сос был тяжело ранен, фашисты взяли его в плен в бессознательном состоянии. Сос бежал из фашистского лагеря, находящегося в округе Бреста с несколькими военнопленными. Проходя оккупированные врагом города — Ковель, Олевск, Корстин, Киев, Сома, Лозовая, Жданов, 27 декабря дошёл в город Ейск.
В составе 142-й бригады особого назначения, которая была сформирована в городе Владимировка, со 2 мая по 3 июля 1942 года Сос участвовал в обороне Севастополя. В последний день осады, в контуженном состоянии, фашисты схватили его во второй раз. В ноябре 1943 года фашисты с усиленной охраной вывезли пленных в город Манд на юге Франции. 3 июня 1944 года, установив прочную связь с французскими партизанами, они организовали побег из лагеря для военнопленных в составе 52 человек. Был создан военный полк имени Микояна, освободивший от фашистов ряд городов. 19 августа 1945 года увенчанный славой полк вернулся на родину. После войны жил в Ереване.

## Награды
Сос Нуриджанян был награждён за самоотверженную храбрость:
- Орденом «Отечественной войны II степени»
- Медалью «За победу над Германией».
- Французским орденом «Боевой крест» (3 раза) и другие боевые медали.

## Жизнь после войны
После службы в армии работал механизатором на Ереванской мебельной фабрике. В 1948 году Сос Нуриджанян был арестован и отправлен в Магадан. В 1955 году Сос был освобожден и оправдан.
Сос Нуриджанян умер в 1968 году.